# Príncipe de Asturias (1794)
Il Principe de Asturias fu un vascello di linea spagnolo da 112 cannoni che prestò servizio nella Armada Española tra il 1794 e il 1814.

## Costruzione
Realizzato nei Reales Astilleros di L'Avana, Cuba, sui piani costruttivi elaborati dal tenente generale e ingegnere navale José Joaquín Romero y Fernández de Landa fu uno dei 9 vascelli della classe Meregildos o Santa Ana dal nome della prima unità. Le altre unità della classe erano Santa Ana, Mejicano, Conde de Regla, Salvador del Mundo, Real Carlos,  San Hermenegildo, Reina María Luisa, e costituirono il nerbo della flotta spagnola durante le guerre napoleoniche.

## Storia
Il vascello di primo rango Principe de Asturias fu realizzato presso il cantiere navale di L’Avana,  ed entrò in servizio con un armamento di 112 cannoni disposti nel seguente ordine: 30 cannoni da 32 libbre, 32 da 24, 30 da 12, 6 da 8, 14 obici da 8 e 4 colubrine da 4 libbre. Al comando del capitano di vascello Antonio O’Carol compì il viaggio inaugurale da L’Avana a Cadice, dove arrivò il 14 maggio 1795, insieme al vascello San Pedro Apóstol, di scorta ad un convoglio.
In seguito alla firma del Trattato di San Ildefonso, nell'ottobre 1796 la Spagna dichiarò guerra alla Gran Bretagna e al Portogallo.
Il 19 dicembre, 1796, nei pressi di Capo Palos, la fregata spagnola Sabina, al comando di don Jacobo Stuart impegnò combattimento contro la similare inglese Minerve, al comando del Commodoro Horatio Nelson. Dopo tre ore la fregata spagnola dovette arrendersi, ma l’improvviso arrivo da Cartagena del Principe de Asturias e delle fregate Matilda, Perla e Ceres costrinse la nave britannica a fuggire abbandonando la Sabina su cui si trovavano due ufficiali e 40 marinai britannici che furono fatti prigionieri.
Nel 1797 assunse il comando del Principe de Asturias il brigadiere Antonio de Escaño, e il vascello fu assegnato all’Esquadra dell'Océano, agli ordini del tenente generale don José de Córdova y Ramos, impiegata per la scorta ad un importante convoglio. Dopo aver ultimato la missione l’Esquadra dell'Océano diresse per Cadice ma incappò in una forte tempesta e diresse per Capo San Vincenzo. 
Assegnato alla 5ª Divisione della 3ª Squadra, come nave di bandiera del tenente generale Juan Joaquín Moreno de Mondragón y D'Hontlier, il 14 febbraio 1797, vicino a Capo San Vincenzo l'Esquadra dell'Océano, forte di ventisette vascelli di linea e sette fregate, si scontrò con quella inglese, forte di quindici vascelli di linea, cinque fregate, un brigantino ed una cannoniera, al comando dell'ammiraglio Sir John Jervis patendo una cocente sconfitta. Durante lo scontro il Principe de Asturias impegnò combattimento contro il vascello inglese Victory, subendo danni alla poppa a all’albero maestro e la perdita di 10 uomini dell’equipaggio, mentre ulteriori 19 rimasero feriti. Durante la fase finale della battaglia intervenne in appoggio al vascello Santísima Trinidad impedendone la cattura da parte degli inglesi.
Dopo la sconfitta l'ammiraglio de Córdova y Ramos fu sostituito da don José de Mazarredo Salazar Muñatones y Gortázar. Nel 1798 il Principe de Asturias fece parte della squadra dell'ammiraglio de Mazarredo y Gortázar, quando quest'ultima uscì da Cadice per trasferirsi a El Ferrol. Era previsto che le navi spagnole si riunissero alla squadra dell'ammiraglio francese Étienne Eustache Bruix, quando quest'ultima fosse transitata davanti al porto di El Ferrol, ma per l'ammiraglio francese, salpato da Brest il 26 aprile 1799, tale operazione non riuscì.
Nel giugno 1799 la squadra spagnola prese il mare dirigendo verso Cartagena,  dove si riunì a quella dell'ammiraglio Bruix, salpando da questo porto per approdare il 12 luglio a quello di Cadice. Dopo pochi giorni le navi francesi, terminate le operazioni di rifornimento, lasciarono Cadice per fare ritorno a Brest. Le seguiva una formazione navale spagnola di 18 vascelli che comprendeva anche il Principe de Asturias, che rimase nel porto francese fino al 1802.
Rientrato a Cadice il 13 maggio 1802, il mese successivo entrò in collisione con il vascello Bahama rimanendo danneggiato. Riparati i danni, a partire dal 10 settembre 1802 la nave trasportò Sua Maesta Re Carlo IV di Spagna da Napoli a Barcellona, raggiungendo quindi El Ferrol il 26 febbraio 1803 per venire disarmato.

### La battaglia di Trafalgar

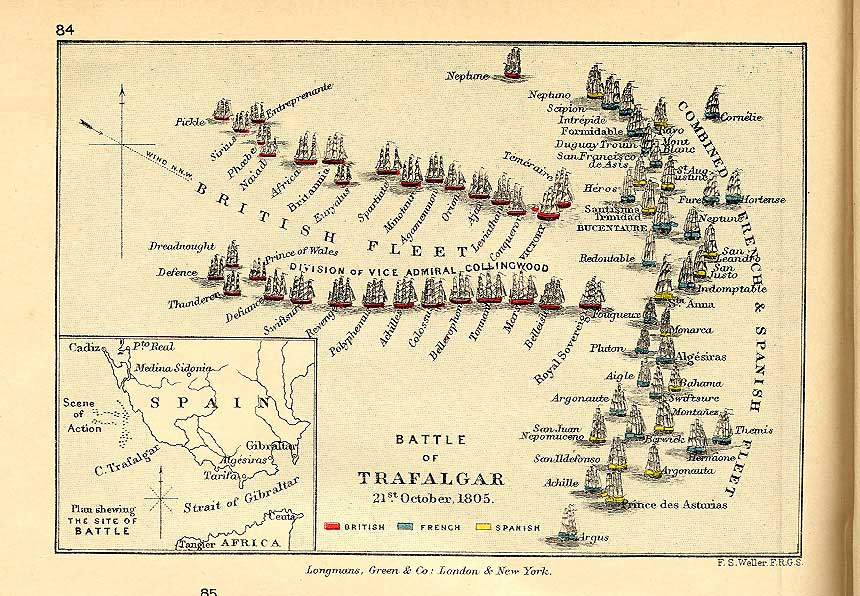
Ordine di battaglia durante il combattimento di Trafalgar.

Riarmato nel 1804 divenne nave di bandiera dell’ammiraglio Domingo Pérez de Grandallana y Sierra e si trovava a El Ferrol quando la flotta combinata degli ammiragli Villeneuve e Gravina y Nápoli rientrò dalle Antille. Come gli altri vascelli di El Ferrol raggiunse quindi Cadice, dove Grandallana lasciò il comando della squadra navale spagnola che fu assunto da Gravina, promosso in quella occasione al rango di viceammiraglio.
Il 28 ottobre 1805, durante la battaglia di Trafalgar il Principe de Asturias, al comando del capitano di vascello Angel Rafael Hore y Dávila, era la nave ammiraglia della squadra spagnola, e su di essa alzava la sua insegna il tenente generale Federico Carlos Gravina y Nápoli, Capitano Generale della Real Armada Española.
La colonna britannica sottovento, agli ordini dell’ammiraglio Cuthbert Collingwood attaccò la retroguardia franco-spagnola dove si trovava, ultimo della fila, il Principe de Asturias. Si trattava di otto vascelli britannici, con capofila l’Prince che attaccarono le cinque navi alleate. Il Príncipe de Asturias  affrontò con successo in successione le unità  Revenge , Thunderer  e Dreadnought, causando loro numerosi danni materiali e impedendo loro di completare la linea di battaglia.
Alle ore 14:00 l’ammiraglio Gravina fu gravemente ferito ad un braccio e dovette lasciare il comando al suo Capo di stato maggiore Antonio de Escaño. Alle 15:00 il Príncipe de Asturias andò in soccorso del vascello spagnolo Argonauta, sul punto di arrendersi, aiutato in questo dal vascello francese Argonaute. Attaccato da un vascello a tre ponti inglese l’ammiraglia spagnola era sul punto di arrendersi quando, alle 17:00, giunsero provvidenzialmente in soccorso il vascelli Neptune e San Justo che disimpegnarono la nave.
Durante il combattimento il  Príncipe de Asturias  fu pesantemente danneggiato, e patì la morte di 50 membri dell'equipaggio mentre altri 110 rimasero feriti, venendo salvato dalla fregata francese Thémis che alle 17:30 lo prese a rimorchio trainandolo fino al porto di Cadice, dove poi fu sottoposto a grandi lavori di riparazione.
Nel 1808 scoppiò la Guerra d'indipendenza spagnola, e le navi spagnole presenti a Cadice, al comando del tenente generale Juan Ruiz de Apodaca impedirono a quelle francesi dell'ammiraglio François Étienne de Rosily-Mesros di prendere il largo per raggiungere la Francia. Il Principe de Asturias prese parte all'azione che portò alla cattura dei vascelli francesi Héros, Neptune, Algésiras, Pluton, Argonaute e della fregata Cornelie.
Nel 1810 il vascello raggiunse L'Avana insieme al Santa Ana, trasferite lì per sottrarle alla probabile cattura da parte dei francesi. Il Principe de Asturias colò a picco al suo posto di ormeggio presso l'arsenale, a causa di una falla apertasi nella carena, nel corso del 1814, venendo parzialmente demolita sul posto nel corso del 1817.
Nel 1834 si poteva ancora vederne lo scafo, affiancato a quello del  Santa Ana anch'esso colato a picco, affondato nel fango di fronte all'arsenale.